# کاخ المنستیری

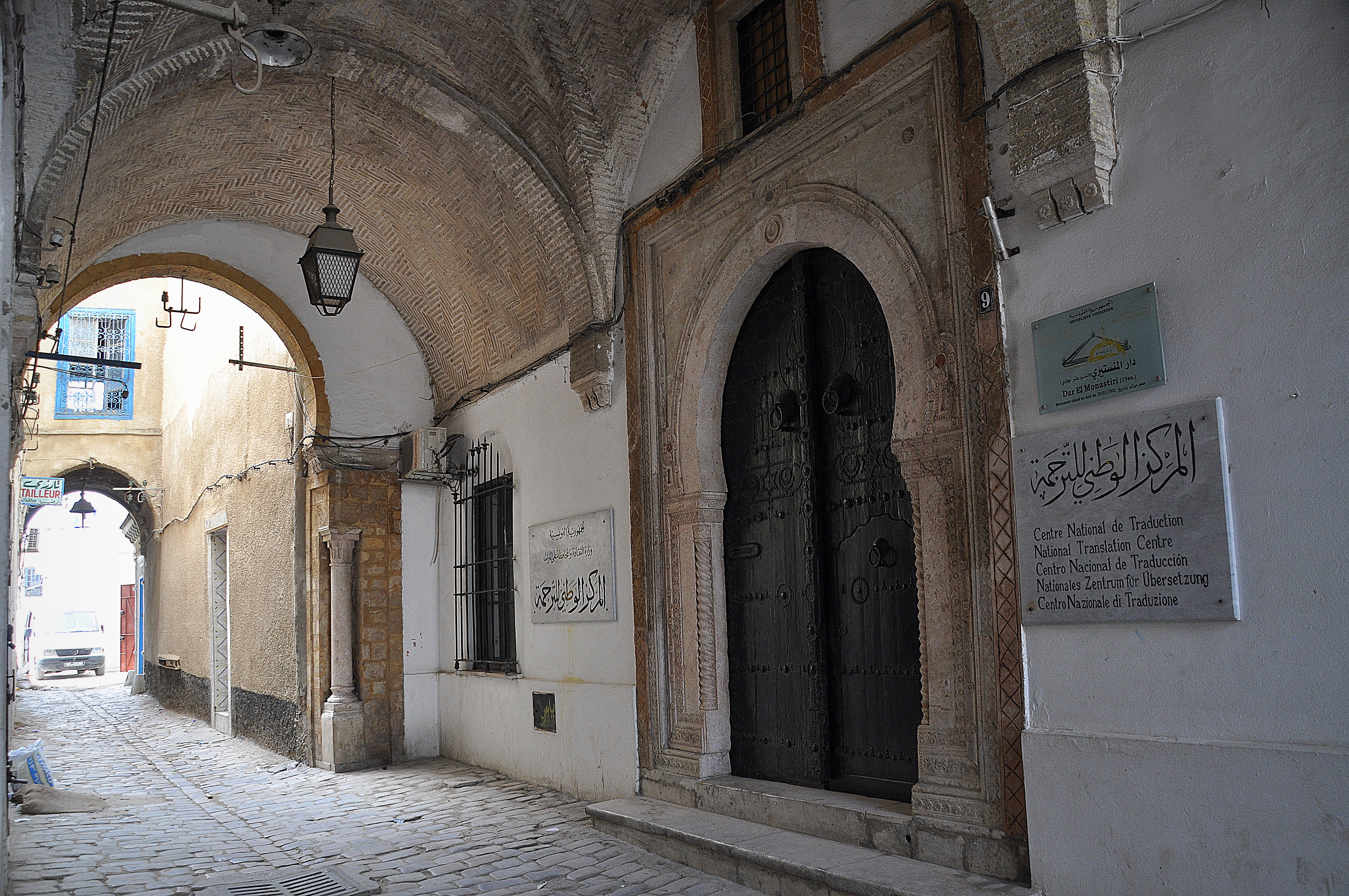

کاخ المنستیری (عربی: دارالمنستيري) کاخی است که در شهر باستانی تونس واقع شده‌است و مشخصا در ۹ مسیر المنستیری که دور از حاشیه سیدی کاملاً پیدا است می‌باشد.

## تاریخچه

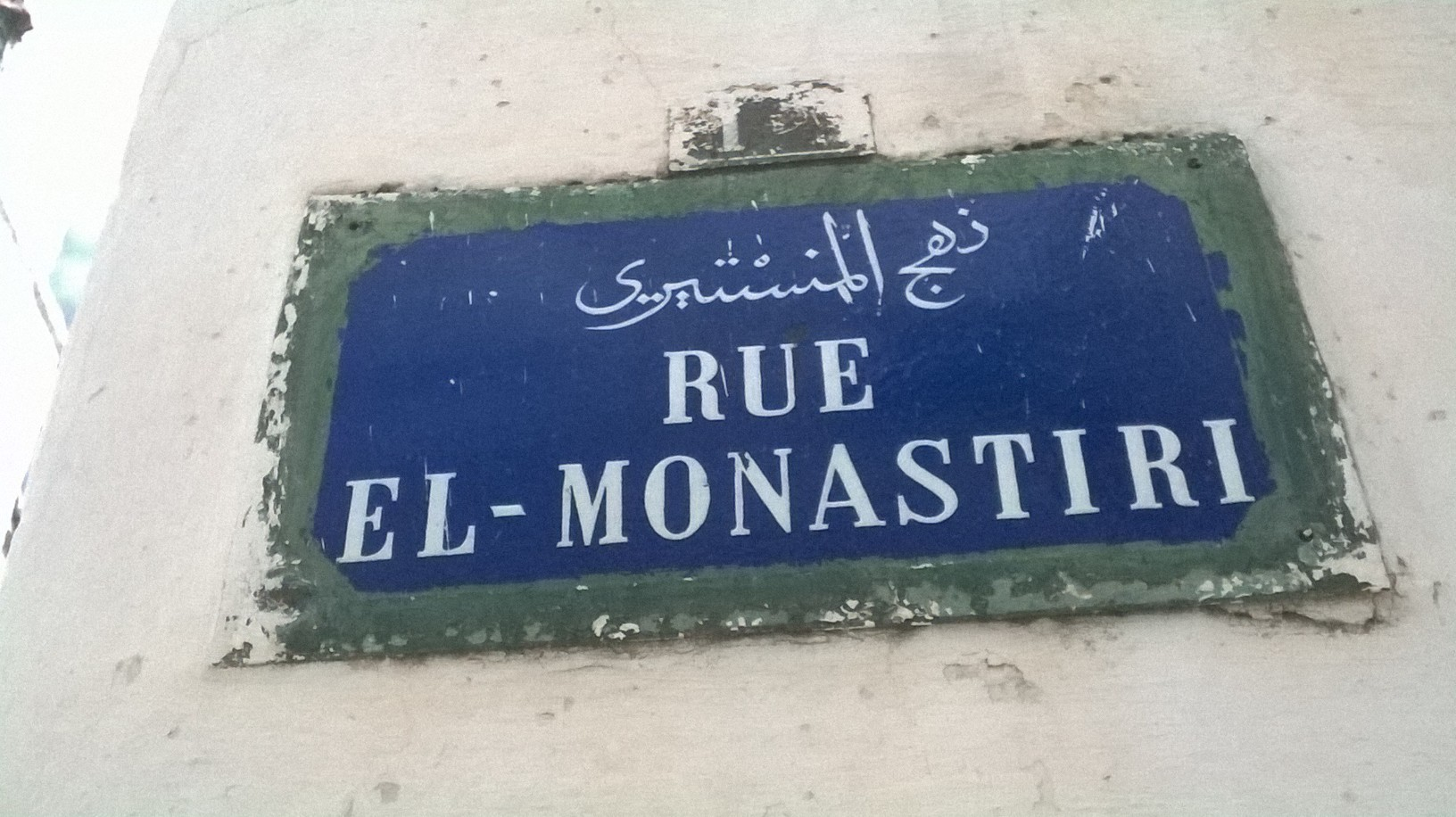

یک تابلو مسیر المنستیری را نشان می‌دهد، این قصر در قرن نوزدهم تحت حکومت محمود بای از سوی پسرش حسین بنا شد که آن را به محمد المنستیری یکی از افراد برجسته شهر و تاجر شیشه واگذار کرد.
این خانه بعداً توسط پسرش محمد، که مانند پدرش در تجارت شیشه کار می‌کرد، به ارث برده شد، قبل از اینکه به یک فروشنده در فروشگاه بعد از نزدیک شدن به خانواده حسین تبدیل شود. محمد و پدر او محمد (المنستیری)، در اصل یوگسلاویایی هستند و هیچ ارتباطی با خانواده المنستیری که بنیانگذارش حاج فرج شریف آل مرزوق، که در اصل اهل شهر المنستیر تونس بود ندارد. خانواده‌ای که مقر ساکنینش در اساس در جهت مسیر سیدی رصاص در محله باب‌السویقه واقع شده‌است.

## معماری

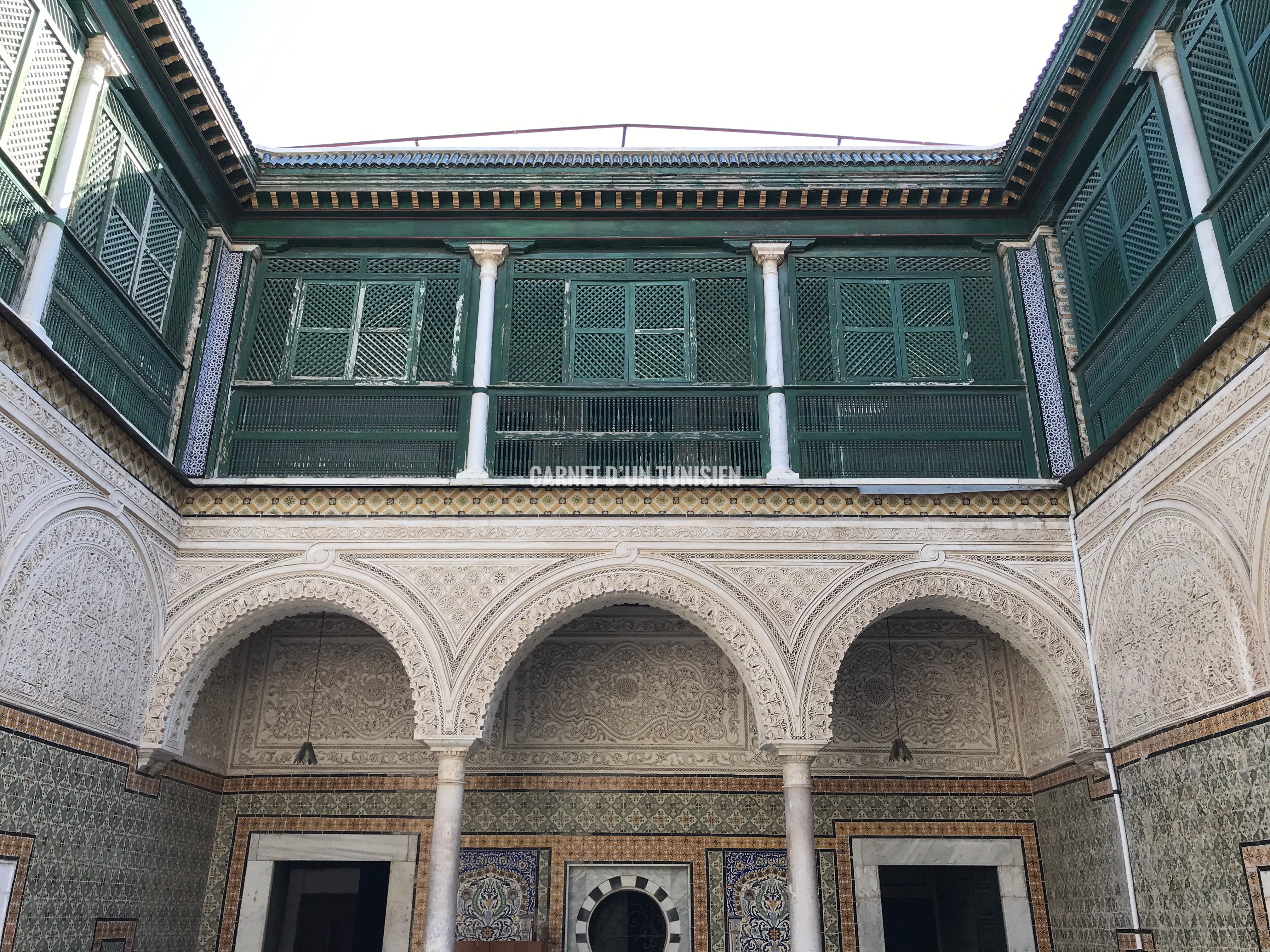
کاخ المنستیری

رویه درب خانه سنگ آهک است، که با خطوط عمودی و افقی تزیین شده‌است و به هشتی مستطیل بزرگ و یک هشتی کوچکتر (پنت هاوس) باز می‌شود. حیاط شامل دو ستون با سه گنبد است. طبقه همکف و طبقه فوقانی شامل آبشخورگاهی است که به پاسیو باز می‌شود. این آبشخورگاه اتاقهایی که تعدادی از آنها به شکل T معکوس و تعدادی شکل عادی دارد محاط شده‌است. در بالای پله‌ها یک اتاق استراحت کوچک (کیوسک) وجود دارد.
همچنین یک منزل پذیرش توریستی در بالای هشتی پوشیده قرار دارد که یک درب ویژه آن به مسیر المنستیری باز می‌شود، که این در مالکیت خانواده الفوراتی، که متشکل از زمینداران و بازرگانان ثروتمند، از زمانی که صالح الفوراتی آن را در حدود ۱۸۲۰ به ارث برده‌است بوده‌است. این بنا قبل از آنها در اواخر قرن ۱۹ شاهد تغییراتی بوده‌است: اتاق‌های مشترک، شامل خانه‌های محلی، اتاق‌های امن و آشپزخانه در اطراف حیاط کوچک، که بعدها مستقل شد.